# Instituto Confucio
El Instituto Confucio (en chino tradicional, 孔子學院; en chino simplificado, 孔子学院; pinyin, kǒngzǐ xuéyuàn) es un instituto no lucrativo cuyo objetivo es promover la lengua y la cultura chinas, y dar apoyo a la enseñanza del chino en todo el mundo a través de los Institutos Confucio asociados. Su sede se encuentra en Pekín y está regido desde 2020 por la Chinese International Education Foundation (CIEF).

## Historia
Los Institutos Confucio han generado controversia dado que, a diferencia de otras organizaciones gubernamentales que promueven la lengua y la cultura, los Institutos Confucio operan dentro de universidades, institutos de secundaria y colegios de primaria que pertenecen a la jurisdicción de otros gobiernos, subvencionando la enseñanza y los materiales educativos. Esto ha hecho que Estados Unidos diga preocuparse sobre su influencia en la libertad de cátedra, la posibilidad de espionaje industrial, o sobre la posibilidad de que los institutos propaguen una imagen politizada y sesgada de China como un medio para promover el poder blando del ese país.